# Asellidae
Asellidae là một họ động vật giáp xác isopoda. Nó là một trong các họ isopoda nước ngọt lớn nhất, sinh sống trong các môi trường sống cả trên lẫn dưới mặt đất ở Bắc Mỹ và châu Âu.

## Các chi
Họ này gồm có các chi:
- Asellus Geoffroy, 1762
- Baicalasellus Stammer, 1932
- Bragasellus Henry & Magniez, 1968
- Caecidotea Packard, 1871
- Calasellus Bowman, 1981
- Chthonasellus Argano & Messana, 1991
- Columbasellus Lewis, Martin & Wetzer, 2003
- Gallasellus
- Lirceolus Bowman & Longley, 1976
- Lirceus Rafinesque-Schmaltz, 1820
- Mancasellus Harger, 1876
- Nipponasellus Matsumoto, 1962
- Phreatoasellus Matsumoto, 1962
- Phreatosasellus Matsomoto, 1962
- Proasellus Dudich, 1925
- Psammasellus Braga, 1968
- Remasellus Bowman & Sket, 1985
- Salmasellus Bowman, 1975
- Sibirasellus Henry & Magniez, 1993
- Stygasellus Chappuis, 1943
- Synasellus Braga, 1944
- Uenasellus Matsumoto, 1962

## Hình ảnh

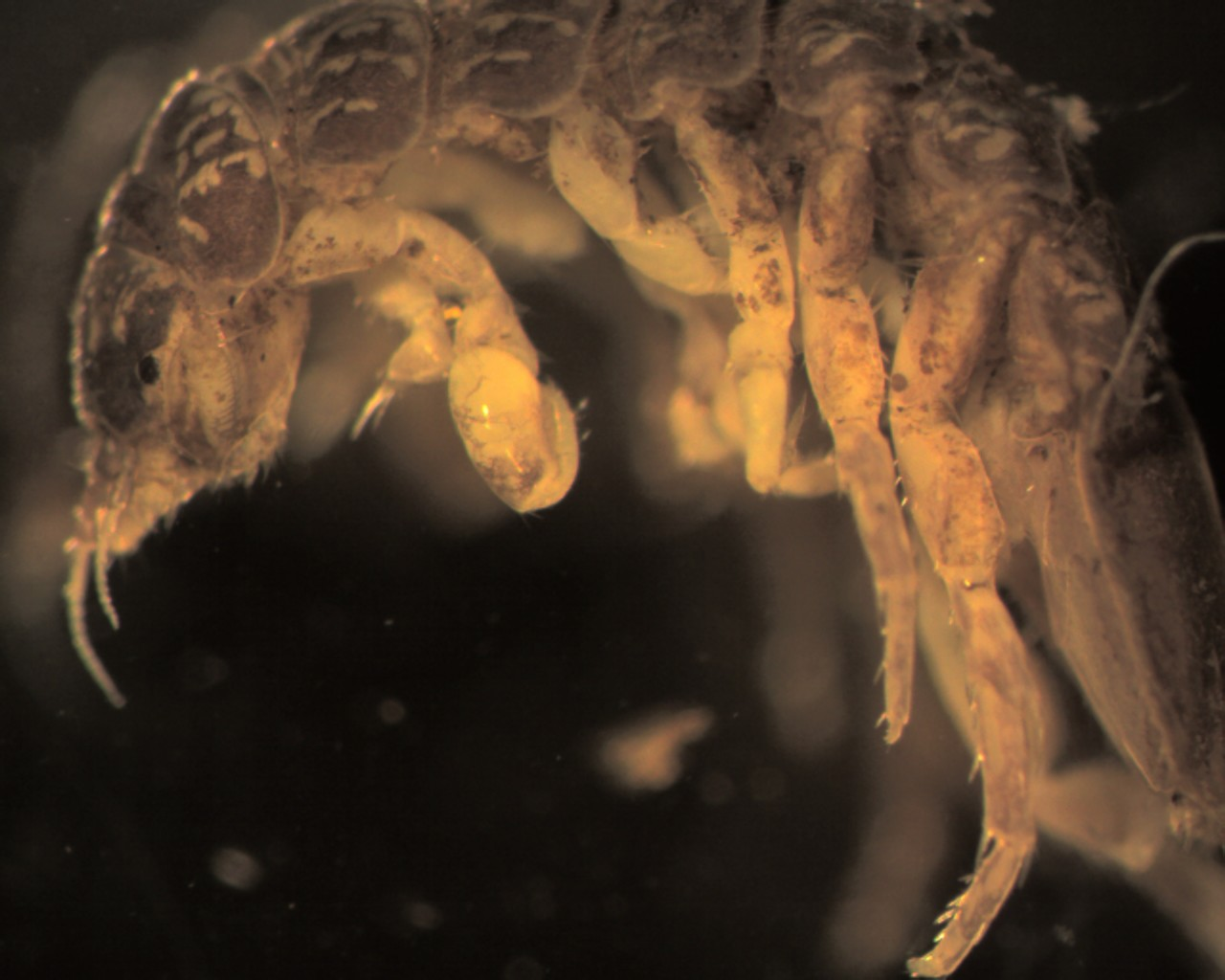
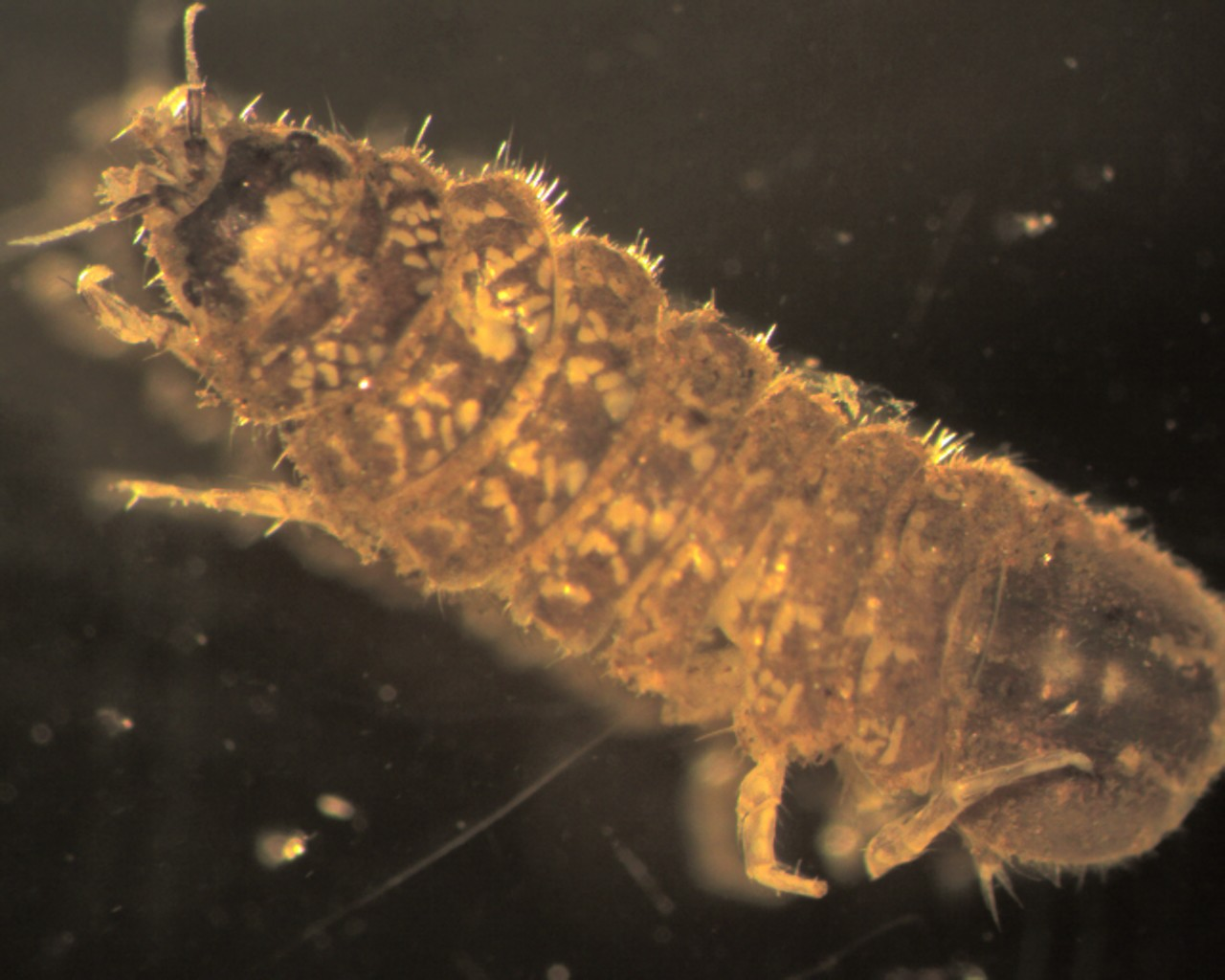